# Courb
 (février 2022).
Courb (acronyme du latin Cogitare Urbem : penser la ville) est une marque d'automobiles françaises, fondée le 2 août 2007. La marque présente son premier modèle de véhicule électrique, la C-Zen, le 28 avril 2014, fabriquée dans ses ateliers de Saint-Priest,,.

## Production et commercialisation
Le 28 mai 2014, Courb livre les deux premiers exemplaires de son utilitaire,.
En mars 2015, Courb vend sa centième C-Zen avec l'objectif est d'atteindre une production de 500 véhicules en 2015, puis 1000 en 2016. Un nouveau modèle est prévu pour 2016.
Assemblée sur le site de Saint-Priest, la C-Zen est labellisée « Origine France Garantie ».

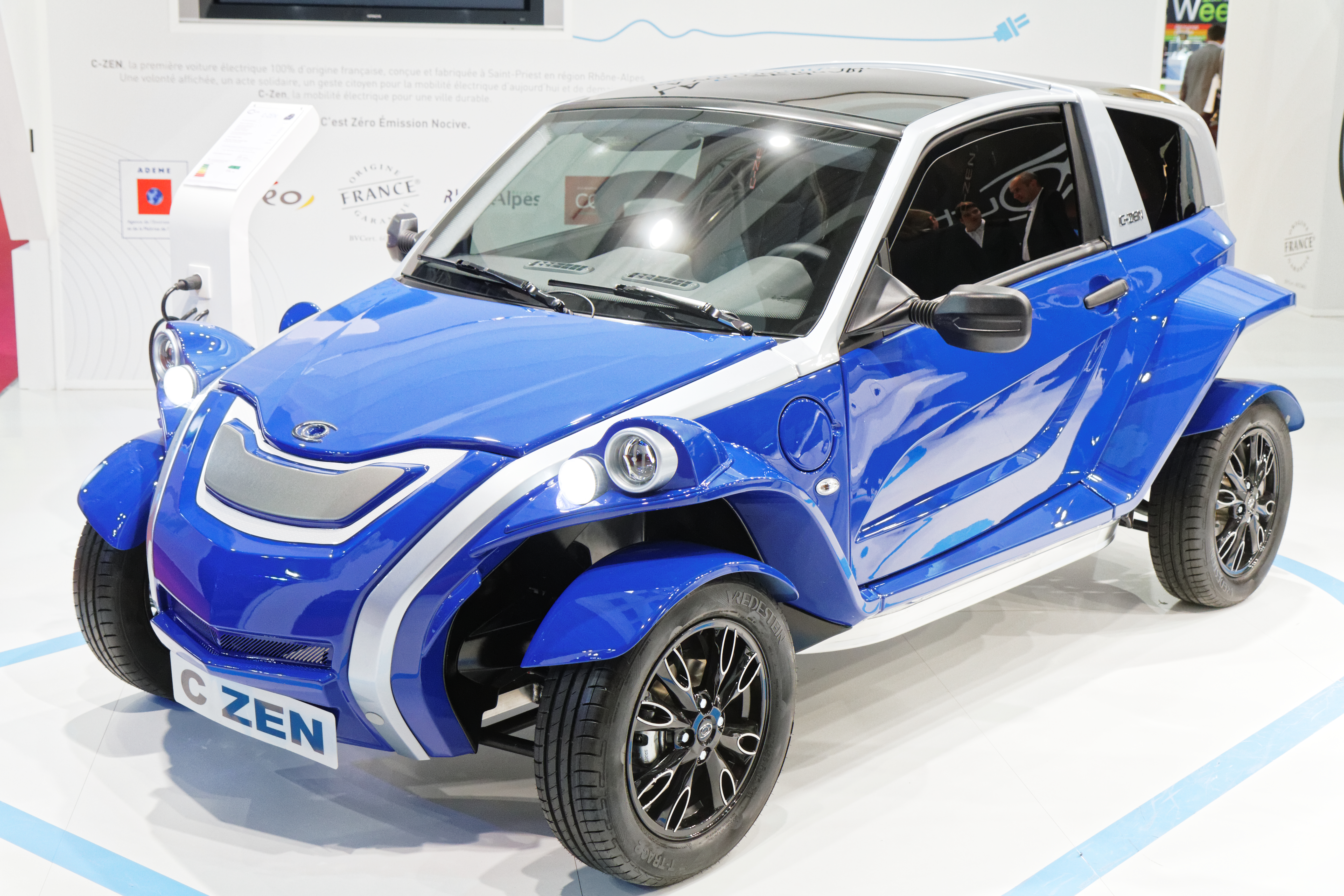
La C-Zen de COURB exposée lors du Mondial de l'automobile de Paris 2014.

## Finances
L'entreprise investit 27 millions d'euros pour le développement et la commercialisation de la C-Zen. COURB compte lever 15 millions d'euros supplémentaires en 2015 et vise un chiffre d'affaires de 9 millions d'euros la même année.
En mai 2015, COURB est placée en redressement judiciaire, faute d'avoir pu lever les 10 millions d'euros nécessaires à son développement. L'entreprise est rachetée en 2015 par Magnum Pirex.
En septembre 2017, Magnum Courb est placé en redressement judiciaire par le tribunal de commerce de Lyon
En juin 2018, l'entreprise Magnum Courb est placé en liquidation judiciaire
Magnum a depuis été racheté par alternet, une firme américaine.

## C-Zen
La C-Zen est un véhicule électrique pouvant atteindre une vitesse maximale de 115 km/h pour une autonomie de 120 km. Cette voiture a une masse de 740 kg, dont 150 représentés par la batterie. Véhicule deux places, il est doté d'un coffre de 540 litres.